# نامه‌های باستانی سغدی
نامه‌های باستانی سغدی از مهم‌ترین اسناد تاریخی مربوط به سغدیان، پنج نامهٔ تقریباً کامل است که در ۱۹۰۷ میلادی توسط اورل اشتاین، باستان‌شناس مشهور بریتانیایی، در یک برج دیده‌بانی چینی در نزدیکی دروازه یشم کشف شد. این منطقه یک پست مرزی محافظتی در غرب دووان (دون‌هوانگ) بود که دروازهٔ ورود به چین محسوب می‌شد. این نامه‌ها در ۹۰ کیلومتری غرب دون‌هوانگ و ۵۵۰ کیلومتری شرق لولان (یکی دیگر از مراکز مهم جاده ابریشم) پیدا شدند. به نظر می‌رسد که این نامه‌ها توسط یک پادگان چینی ضبط شده‌اند، زیرا در آن زمان کنترل چین بر این ناحیه در معرض تهدید بود.
این نامه‌ها به این دلیل ارزشمند هستند که قدیمی‌ترین نمونه‌های شناخته‌شده از زبان سغدی به‌شمار می‌آیند می‌شوند. این نامه‌ها در اوایل قرن چهارم میلادی، روی کاغذ و توسط تاجران و خانواده‌های سغدی در غرب چین نوشته شده‌اند. گیرندگان این نامه‌ها در سرزمین‌های سغدی یا شهرهای تجاری دیگر مانند لولان سکونت داشتند. این اسناد نگاهی کم‌نظیر به زندگی و دغدغه‌های تاجران خارجی در چین ارائه می‌دهند.
در این نامه‌ها به سغدیانی اشاره شده که در آن زمان در پایتخت چین، لویانگ (در استان هنان)، زندگی می‌کردند. همچنین، شهرهای مهم دون‌هوانگ، جیوچوان (سوزوی باستانی)، وو-وی (لیانگژو سابق) و جین‌چنگ نیز به‌عنوان مراکز اصلی تجارت سغدیان در چین نام برده شده‌اند.
نکتهٔ قابل توجه این است که دو مورد از این نامه‌ها توسط زنان نوشته شده‌اند که تصویری کم‌سابقه از نقش زنان در جامعهٔ سغدیان به‌دست می‌دهد. محتوای یکی از این نامه‌های که به‌دست زنی به نام میونای نوشته شده، شکایت از شوهر اوست که وی را در تنگدستی رها کرده است.
سُغدیان، مردمانی ایرانی‌تبار بودند که بین قرون چهارم تا نهم میلادی در تجارت جاده ابریشم نقش مهمی داشتند. سرزمین اصلی آن‌ها در محدودهٔ امروزی سمرقند در آسیای مرکزی قرار داشت و قلمرو آن‌ها شامل جنوب ازبکستان و غرب تاجیکستان می‌شد. تاجران سغدی به سراسر اوراسیا سفر می‌کردند و منابع چینی هوش تجاری و مهارت‌های بازرگانی آن‌ها را ستوده‌اند. برخی از سغدیان ساکن در چین به مقامات اداری نیز تبدیل شدند. زبان سغدی به‌طور گسترده برای ارتباط در مسیرهای تجاری استفاده می‌شد و برخی متون بودایی در چین توسط سغدیان ترجمه شدند. شواهد حضور سغدیان در شمال پاکستان امروزی شامل کتیبه‌هایی بر روی صخره‌ها در مسیرهای تجاری است. یافته‌های باستان‌شناسی در شهرهای سغدی آسیای مرکزی، معماری و نقاشی‌های چشمگیری را آشکار کرده که تمدن شهری و چندفرهنگی این مردم را نشان می‌دهد، هرچند که آن‌ها هرگز یک امپراتوری بزرگ تأسیس نکردند.

## ویژگی‌های نامه‌ها
قدمت این نامه‌ها مورد بحث‌های علمی بوده، اما پژوهش‌های پروفسور نیکلاس سیمز-ویلیامز و همکارانش، تاریخ ۳۱۳–۳۱۴ میلادی را محتمل‌تر می‌دانند. دو مورد از این نامه‌ها (شماره‌های ۱ و ۳) توسط یک زن در مضیقه نوشته شده که در دون‌هوانگ رها شده بود، در حالی که نامه‌های ۲ و ۵ به فعالیت‌های تجاری نویسندگانشان مربوط می‌شود. اگرچه اسناد گسترده‌تری از سده‌های بعدی در آسیای مرکزی کشف شده‌اند، اما نامه‌های باستانی سغدی، قدیمی‌ترین نمونه‌های مهم از نوشته‌های سغدی هستند و اطلاعات ارزشمندی دربارهٔ تاریخ اولیهٔ مهاجرت سغدیان در شرق جاده ابریشم ارائه می‌دهند.
نامهٔ شماره ۲ احتمالاً توسط تاجری مقیم جین‌چنگ (لانژو امروزی، در استان گانسو) نوشته شده است. او این نامه را به دفتر مرکزی در سمرقند ارسال کرده بود. بخش اول این نامه به مهاجرت سغدیان در چین و نابودی دو شهر مهم چینی یه و پایتخت وقت، لویانگ توسط هون‌ها در ۳۱۱ میلادی اشاره دارد. بخش دوم به نحوهٔ توزیع سرمایه‌ای که نویسنده در وطن سپرده بود مربوط می‌شود.
نامهٔ شماره ۵ از شهر گوزانگ (وو-وی امروزی، در راهرو هِکسی، شمال‌غرب لویانگ) ارسال شده است. گیرندهٔ این نامه احتمالاً در ختن، یکی از شهرهای مهم مسیر جنوبی جاده ابریشم، زندگی می‌کرد. این نامه نیز به آشفتگی و شرایط دشوار چین اشاره دارد. نویسنده توضیح می‌دهد که همکار تجاری‌اش، غاوتوس، او را رها کرده و او مجبور شده از دون‌هوانگ به گوزانگ بازگردد.
نامه‌ها نام چندین کالای تجاری را ذکر می‌کنند، از جمله:
- نقره
- پارچهٔ کتانی و نوعی پارچهٔ خام
- مُشک (که منشأ آن تبت بود)
- فلفل
- «سفید» (احتمالاً سرب سفید، ماده‌ای ارزشمند برای لوازم آرایشی و دارویی)

معنای برخی اصطلاحات مرتبط با کالاهای دیگر مشخص نیست. از مقادیر ذکرشده در نامه‌ها می‌توان دریافت که حجم تجارت کم بوده، اما روی کالاهای گران‌قیمت و سبک متمرکز بوده است.